# 590년

## 연호
- 수(隋) 개황(開皇) 10년
- 신라(新羅) 건복(建福) 7년

## 기년
- 수(隋) 문제(文帝) 10년
- 신라(新羅) 진평왕(眞平王) 12년
- 고구려(高句麗) 평원왕(平原王) 32년 / 영양왕(嬰陽王) 원년
- 백제(百濟) 위덕왕(威德王) 37년

## 사건
- 고구려, 평원왕이 세상을 떠나고 아들 원이 영양왕으로 왕의 자리에 오르다.
- 온달장군, 아차산성에서 신라 군사들과 맞서 싸우다가 화살맞고 전사함.

## 탄생
- 6월 21일 - 제74대 로마의 교황 교황 마르티노 1세. (~655년)

### 미상
- 신라(新羅)의 승려(僧侶) 자장(慈藏).

## 사망
- 2월 7일 - 제63대 로마의 교황 교황 펠라지오 2세. (520년~)

### 미상
- 고구려(高句麗)의 25대 태왕(太王) 평원왕(平原王). (557년~)
- 고구려(高句麗)의 무신(武臣) 온달(溫達).